# Huta-Czuhorśka
Huta-Czuhorśka (ukr. Гута-Чугорська) – wieś na Ukrainie, w obwodzie chmielnickim, w rejonie kamienieckim. W 2001 liczyła 347 mieszkańców, wśród których 346 wskazało jako język ojczysty ukraiński, a 1 rosyjski.